# Юнион (округ, Нью-Джерси)
Юнион (англ. Union County) — округ в штате Нью-Джерси, США. Административным центром округа является Элизабет.
Согласно переписи населения 2020 года, в округе Юнион проживал 575 345 человек. Юнион является частью так называемой Нью-Йоркской агломерации.

## История
Основан 19 марта 1857 года из частей округа Эссекс. Это самый молодой из всех округов штата Нью-Джерси. Весь современный округ Юнион был частью Элизабеттаунского тракта, который был куплен в 1664 году английскими колонистами у коренных американцев Ленапе, проживавших в районе современного города Элизабет.

## География
Большая часть округа Юнион относительно плоская и низменная. Только на северо-западе появляется какой-либо значительный рельеф, поскольку пролегают горы Уотчунг. В Беркли-Хайтс находятся самые высокие точки, две возвышенности на высоте примерно 560 футов (170 м) над уровнем моря. Самая низкая высота — уровень моря вдоль восточного берега Артура Килла.
Округ имеет общую площадь 105,40 квадратной мили (270 км2), в том числе 102,86 квадратной мили (270 км2) суши (97,6 %) и 2,55 квадратной мили (6,6 км2) водоемов (2,4 %).

## Демография
| Раса / Этническая принадлежность | Население 2010 | Население 2020 | % 2010   | % 2020   |
| -------------------------------- | -------------- | -------------- | -------- | -------- |
| Белые (без латиноамериканцев)    | 243,312        | 211,245        | 45.35 %  | 36.72 %  |
| Афроамериканцы                   | 111,705        | 112,261        | 20.82 %  | 19.51 %  |
| Коренные жители, аборигены       | 546            | 552            | 0.10 %   | 0.10 %   |
| Азиаты                           | 24,496         | 31,963         | 4.57 %   | 5.56 %   |
| Островные американцы             | 107            | 78             | 0.02 %   | 0.01 %   |
| Другие расы                      | 2,279          | 6,190          | 0.42 %   | 1.08 %   |
| Многорасовые американцы          | 7,350          | 17,537         | 1.37 %   | 3.05 %   |
| Латиноамериканцы                 | 146,704        | 195,519        | 27.34 %  | 33.98 %  |
| Total                            | 536,499        | 575,345        | 100.00 % | 100.00 % |